# Relaciones Níger-Venezuela
Las relaciones Níger-Venezuela se refieren a las relaciones internacionales que existen entre Níger y Venezuela.

## Historia
El 27 de septiembre de 2009 Níger y Venezuela suscribieron un acuerdo de cooperación energética en Porlamar, Venezuela.
Entre el 16 y 18 de abril de 2012, el vicepresidente de la Comunidad Económica de Estados del África Occidental (CEDEAO), Toga McIntosh, realizó una visita oficial a Venezuela, durante la cual se reunió con la ministra de salud de Venezuela, María Eugenia Sader. Durante la visita se suscribió un memorándum de entendimiento entre Venezuela y la CEDEAO con la finalidad de conceder becas de posgrado a médicos provenientes de los Estados miembros de la CEDEAO para estudiar en Venezuela. En el acuerdo Venezuela se comprometió a otorgar tres becas por cada país miembro, incluyendo a Níger.

## Misiones diplomáticas
- Venezuela cuenta con una embajada concurrente en Cotonú, Benín.[3]